# NXT TakeOver: WarGames (2019)
L'édition WarGames (2019) de NXT TakeOver est un Premium Live Event de catch (lutte professionnelle) produit par la World Wrestling Entertainment, une fédération de catch américaine qui est télédiffusée et visible en paiement à la séance sur le WWE Network. L'événement met en avant les Superstars de NXT, le club-école de la compagnie. Il a eu lieu le 23 novembre 2019 au Allstate Arena à Rosemont (Illinois). Il s'agit de la 18e édition de NXT TakeOver.

## Contexte
Les spectacles de la World Wrestling Entertainment (WWE) sont constitués de matchs aux résultats prédéterminés par les scénaristes de la WWE. Ces rencontres sont justifiées par des storylines – une rivalité avec un catcheur, la plupart du temps – ou par des qualifications survenues dans les shows de la WWE tels que  NXT. Tous les catcheurs possèdent une gimmick, c'est-à-dire qu'ils incarnent un personnage gentil (Face) ou méchant (Heel), qui évolue au fil des rencontres. Un événement comme WarGames est donc un événement tournant pour les différentes storylines en cours,.

## Matchs
| Ordre par numéros | Résultat | Stipulation(s)                                                                                                 | Temps   |
| --- | --- | --- | ------- |
| 1P | Angel Garza bat Isaiah "Swerve" Scott | Match simple                                                                                                   | 7:35    |
| 2 | Team Ripley (Rhea Ripley, Candice LeRae, Tegan Nox et Dakota Kai) bat Team Baszler (Shayna Baszler, Io Shirai, Bianca Belair et Kay Lee Ray)               | Premier Women's WarGames match                                                                                 | 27:24   |
| 3 | Pete Dunne bat Damian Priest et Killian Dain | Triple Threat match Le gagnant affrontera Adam Cole pour le NXT Championship demain aux Survivor Series (2019) | 19:56   |
| 4 | Finn Bálor bat Matt Riddle | Match simple                                                                                                   | 14:21   |
| 5 | Team Ciampa (Tommaso Ciampa, Keith Lee, Dominik Dijakovic et Kevin Owens) bat The Undisputed Era (Adam Cole, Bobby Fish, Kyle O'Reilly et Roderick Strong) | WarGames match                                                                                                 | 1:00:30 |
| La lettre C placée entre parenthèses désigne la personne ou l’équipe championne en titre. P – indique que le match a eu lieu lors du pré-show | | |         |